# Monumento a Pedro Infante
El monumento a Pedro Infante es una escultura ecuestre localizada en Mérida dedicada al cantante y actor mexicano. Se encuentra en la llamada «cuchilla de las cinco esquinas» al sur del centro histórico de la capital yucateca y fue inaugurada en 1976. Se localiza en una plazoleta que forman las calles 62, 87, 89 y 91, a cuatro cuadras del sitio donde cayó el avión que pilotaba Infante el fatídico 15 de abril de 1957.

## Historia
En los años 70 fue convocado a partir de un programa televisivo, «Sube, Pelayo, sube» de Televisa en donde se organizaba un concurso del doble de Pedro Infante. A través del programa se convocó a la realización de la escultura del artista en el sitio en donde ocurrió el accidente, para lo cual se comenzó la petición de donación de llaves para fundirlas en una escultura de Infante. 
La obra quedó a cargo del escultor Humberto Peraza, quien plasmó a Pedro Infante en una escultura ecuestre, en tanto que sostiene en la mano un Premio Ariel. Va vestido de charro y se muestra sonriente. Originalmente el artista de la obra quería la colocación de la obra al norte de Mérida, en alguna avenida como la salida a Progreso. Las autoridades le convencieron de que el sitio de la escultura debía ser en un sitio más popular como el sur de Mérida.
Debido a problemas legales en el predio en donde cayó exactamente el avión de Infante, en el cruce de las calles 54 y 87, el gobierno del Estado de Yucatán decidió colocar el monumento en un predio cercano al que le denominó Plaza de la Música Mexicana, misma que desde 1971 alberga un festival luctuoso cada 15 de abril. Fue inaugurado el 15 de febrero de 1976.